# Synopsis Universae Philologiae
A Synopsis Universae Philologiae Gottfried Henselnek (Godofredus Henselius; 1687-1767) az alsó-sziléziai Hirschberg (ma Jelenia Góra) rektorának korai, összehasonlító nyelvészeti munkája. A mű teljes címe: Synopsis universae philologiae: in qua: miranda unitas et harmonia linguarum totius orbis terrarum occulta, e literarum, syllabarum, vocumque natura & recessibus eruitur. Cum Grammatica, LL. Orient. Harmonica, Synoptice tractata; nec non descriptione Orbis Terr. quoad Linguarum situm & propagationem, mappisque geographico-polyglottis. 
E művét 1741-ben Nürnbergben adta ki a Homann örökösök társaságának megbízásából. Második kiadása 1754-ben jelent meg.

## A Bábel tornya-mítosz hatása
Gottfried Hensel e könyvében javaslatot tesz a világ összes akkor ismert nyelvének bemutatására a különböző írásrendszerekkel együtt. Ahogyan az akkoriban a Bábel tornya mítosz fennmaradása miatt elterjedt volt, Hensel Pierre Besnier (1648-1705) A philosophicall essay for the reunion of the languages, or, the art of knowing all by the mastery of one (1675) című műve nyomán megkísérelte az összes nyelvet a héber nyelv közös eredetéből levezetni.

## Fordítás
- Ez a szócikk részben vagy egészben  a   Synopsis Universae Philologiae című angol Wikipédia-szócikk fordításán alapul.  Az eredeti cikk szerkesztőit annak laptörténete sorolja fel. Ez a jelzés csupán a megfogalmazás eredetét és a szerzői jogokat jelzi, nem szolgál a cikkben szereplő információk forrásmegjelöléseként.

## Külső hivatkozások
- Hensel, Gottfried: Synopsis Universæ Philologiæ München, Bayerische Staatsbibliothek
- Bibliotheca Sinica 2.0